# 矢島八雲
矢島 八雲（やじま やくも、1990年12月20日 - ）は、日本の俳優。日本（長野）/ポーランド出身。所属事務所はGMBプロダクション（芸能部）

## 出演

### ドラマ
- リアル脱出ゲーム （2014年4月15日 - 7月5日、TBSテレビ）- レギュラー捜査員 役
- アゲイン!!（2014年7月20日 - ）
- 破裂NHK土曜ドラマ（2015年10月1日 - 、NHK） - 録音部 役
- 『Moonlight』 テレパックチャンネル（2015年12月20日 - ） - 青柳健吾 役
- 『Rain』テレパックチャンネル（2016年1月10日 - ） - 青柳健吾 役
- 突然ですが、明日結婚します（2017年1月23日 - 3月20日、フジテレビ）- いずみ銀行プロジェクトチームメンバー 役
- 仮面ライダージオウ EP40（2019年6月23日、テレビ朝日） - 患者 役[2]
- 仮面ライダーゼロワン（2019年、テレビ朝日）
  - 第1話（9月1日）司会者[3] 役
  - 第5話（9月29日）マンガ家アシスタント[4] 役

### 映画
- TOO YOUNG TO DIE! 若くして死ぬ（2016年6月25日） - 獄卒 役
- 劇場版 仮面ライダーゼロワン REAL×TIME（2020年12月18日） - 信者 役

### CM
- ジャックス〜その買い物には、未来がある〜篇（2014年4月1日 - 9月30日） - 旅行者 役
- ABCパチンコ〜ハカセ〜篇（2015年3月1日 - 5月31日） - カップル 役
- ＤeＮＡトラベル～家族旅行～篇（2017年6月1日 - 2019年9月30日）- 息子 役
- 太陽自動車～TAIYO♪（お客さん）～篇（2017年12月6日 - 2018年12月5日）- メインお客さん役

### 再現/バラエティ
『バラいろダンディ』MXTVクイズ“だめ恋”バラいろ劇場（2014年7月） - 彼氏 役

### スチール
- ブリリアント・ザ・銀座（2013年6月1日） - 新郎 役
- レッツエンジョイ東京---東京デート---（2014年8月27日） - カップル役

### 舞台
- 淑女のお作法 （2013年3月、六行会ホール） - 主演 坂東吾郎 役
- WILD HALF〜奇跡の確率〜 （2014年1月9 - 11日、池袋イーストステージ） - 脇坂純一 役
- 実は私は（2016年5月11日 - 15日、新宿村LIVE）-桜田康介 役
- 晴れときどき、わかば荘（2017年3月23日 - 26日、AOYAMA CROSS THEATER）- 一条誠 役
- ホス探へようこそ ザ・サード（2017年7月5日 - 9日、新宿村LIVE）- 近衛 役
- TheStage神々の悪戯～太陽と冥府の希望～（2017年8月16日 - 20日、CBGKシブゲキ）- 主演 アポロン・アガナ・ベレア 役
- アルカナ・ファミリアEpsode3（2017.9.16～24、シアターサンモール）- アッシュ 役
- 初夏のおもいで（2017年10月12日、シアターサンモール）- 矢島八雲 役/ゲスト出演
- 結ひの忍（2017年11月23日 - 26日、六行会ホール）- しば漬け 役
- 最強の姉妹（2018年5月8日 - 13日、CBGKシブゲキ）- 久遠崇 役
- チェンジオブワールド（2018年6月19日 - 24日、新宿村 LIVE）- 高島奏矢役
- 忍ノSAGA（2018年8月15日 - 19日、CBGKシブゲキ!!） - 禰津晃役
- 年中無休のヒーロー（2018年9月26日 - 30日、日暮里 d-倉庫） - 主演：飯塚慎役
- BACK COAT〜裏裁判〜（2018年11月27日  - 12月2日、日暮里 d-倉庫） - 二階堂光輝役
- 未来電車（2019年2月20日 - 3月3日、TACCS1179） - 主演：加賀見蓮役
- XFLAG × 氣志團 MONST Rock ‘n’ Roll High School（2019年7月13日 - 14日、幕張メッセ） - エルドラド役[5]
- 月夜に舞い上がる桜（2019年9月7日 - 16日、シアターグリーン BIG TREE THEATER） - 久呂田役
- MONST HIGH SCHOOL 爆絶B組　究極の選択（2020年10月3日 - 4日、オンライン開催）エルドラド 役[6]

### ラジオ
- エナジーラジオだ！麗麗麗（FM-N1、2016年1月1日 - 4月30日）
- MAGICAL SNOWLAND（NACK5、2019年10月5日 - ）